# Hung Rannou
Pour les articles homonymes, voir Rannou.
 (juin 2009).
Si vous disposez d'ouvrages ou d'articles de référence ou si vous connaissez des sites web de qualité traitant du thème abordé ici, merci de compléter l'article en donnant les références utiles à sa vérifiabilité et en les liant à la section « Notes et références ».

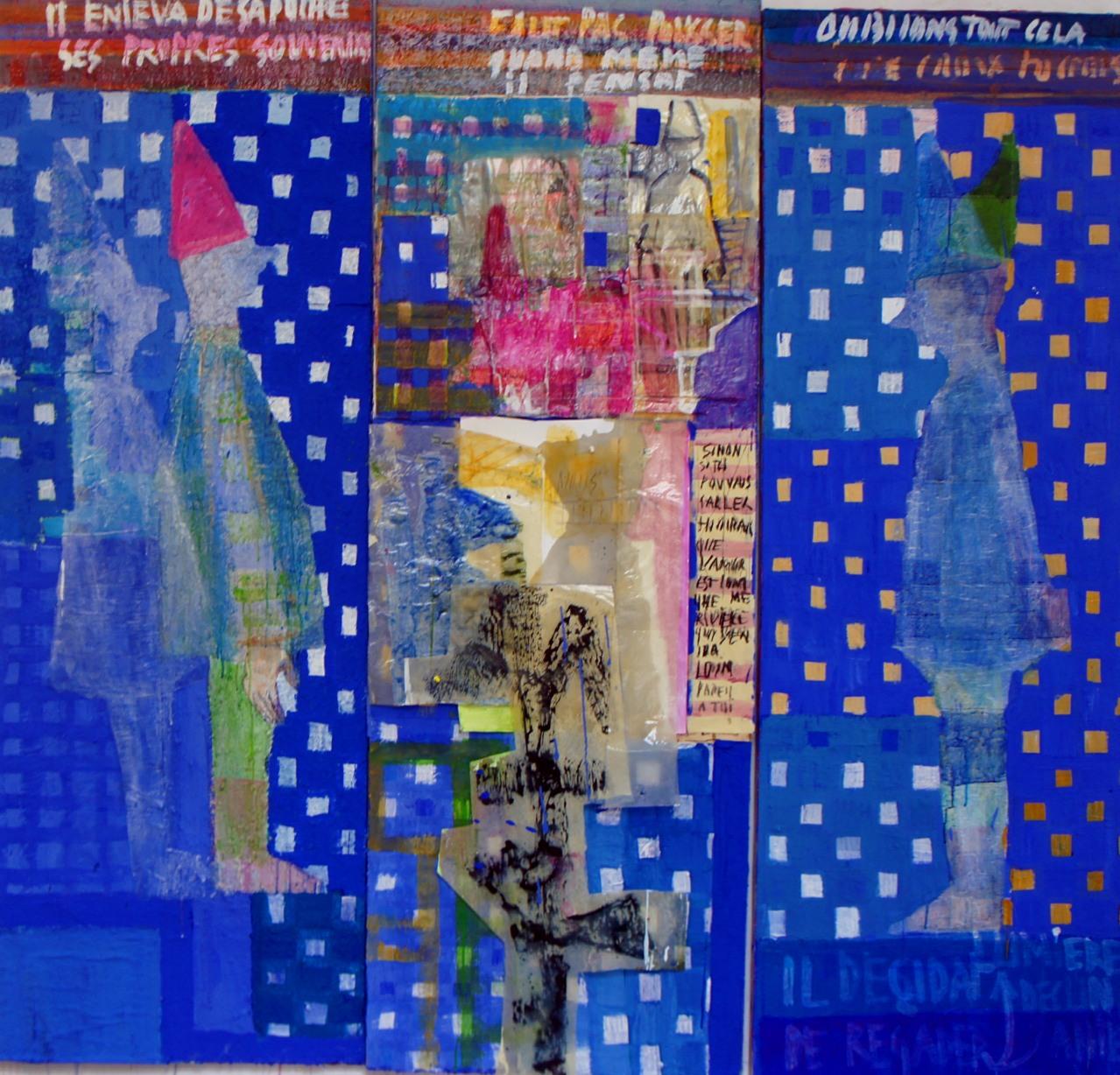
10000DSC00141

Hung Rannou, né en 1955, est un artiste contemporain français. 
Il vit en Bretagne[réf. nécessaire].

## Biographie
Il est apparu dans le paysage artistique contemporain en 1987. Lauréat du prix national des peintres, son travail pictural s’est imposé par la maturité de sa peinture[réf. nécessaire].
Les travaux de Hung Rannou, qu'ils soient de grands formats ou au contraire de petites dimensions, laissent supposer que l'artiste envisage la peinture de chevalet comme de la peinture murale. La référence à Baumeister s'impose en effet, dès lors que l'on devine que le peintre est intervenu au moment du broyage des couleurs. Il les a peut-être mélangées à du sable, à de la colle ou à d'autres matériaux connus de lui seul pour enrichir et diversifier la matière de sa peinture[Interprétation personnelle ?].
Il fait partie de ces artistes qui mènent leur œuvre avec détermination dans le secret de leur atelier. Le collage y tient une place considérable et fait état d'une inquiétude profonde quant au statut du récit pictural.

## Monographie
1994 Hung Rannou : L; Heure de la sensation vraie.. J M Huitorel
Galerie La Navire, Frac Bretagne
- Eighty : les peintres en France dans les années 80, no 18, 1987

Gilles Aillaud - Hung Rannou
Expositions Paris – Rennes- Brest- Bruxelles , Amsterdam, Bari, Montréal, Wroclaw, Aix la Chapelle.Düsseldorf 
Œuvres FRAC Bretagne
Participations et travaux divers
Collaboration avec des écrivains et poètes,
revues littéraires : Riviere Echappée, l’Etrangère, Babel Heureuse.
Vitraux de la 
Chapelle de Kerdevot
Chapelle de Landunvez